# Testa de pedra
La Testa de pedra és una obra barroca de la Pera (Baix Empordà) inclosa a l'Inventari del Patrimoni Arquitectònic de Catalunya.

## Descripció
Element està situat a l'angle de la façana entre els carrers Major i del Pedró. Es tracta d'un relleu en pedra, que és la representació d'un personatge amb bigotis caragolats i un forat a la barba. El cap sobresurt d'un plafó quadrat, situat verticalment en un xamfrà de la cantonada d'una casa del nucli, de tipologia senzilla.

## Història
Segons la tradició aquest element, que respon a les característiques tipològiques del barroc popular, és la representació del bandoler nyerro Joan de Serrallonga, famós per les seves actuacions durant el segle xvii i posteriorment esdevingut mite a través de la fama popular i de la literatura barroca.